# San Gregorio da Sassola
San Gregorio da Sassola es una localidad italiana de la provincia de Roma, región de Lacio, con 1.535 habitantes.

## Evolución demográfica
| Gráfica de evolución demográfica de San Gregorio da Sassola entre 1861 y 2001 |
|                                                                               |
| Fuente ISTAT - elaboración gráfica de Wikipedia                               |